# 上海外滩茂悦大酒店

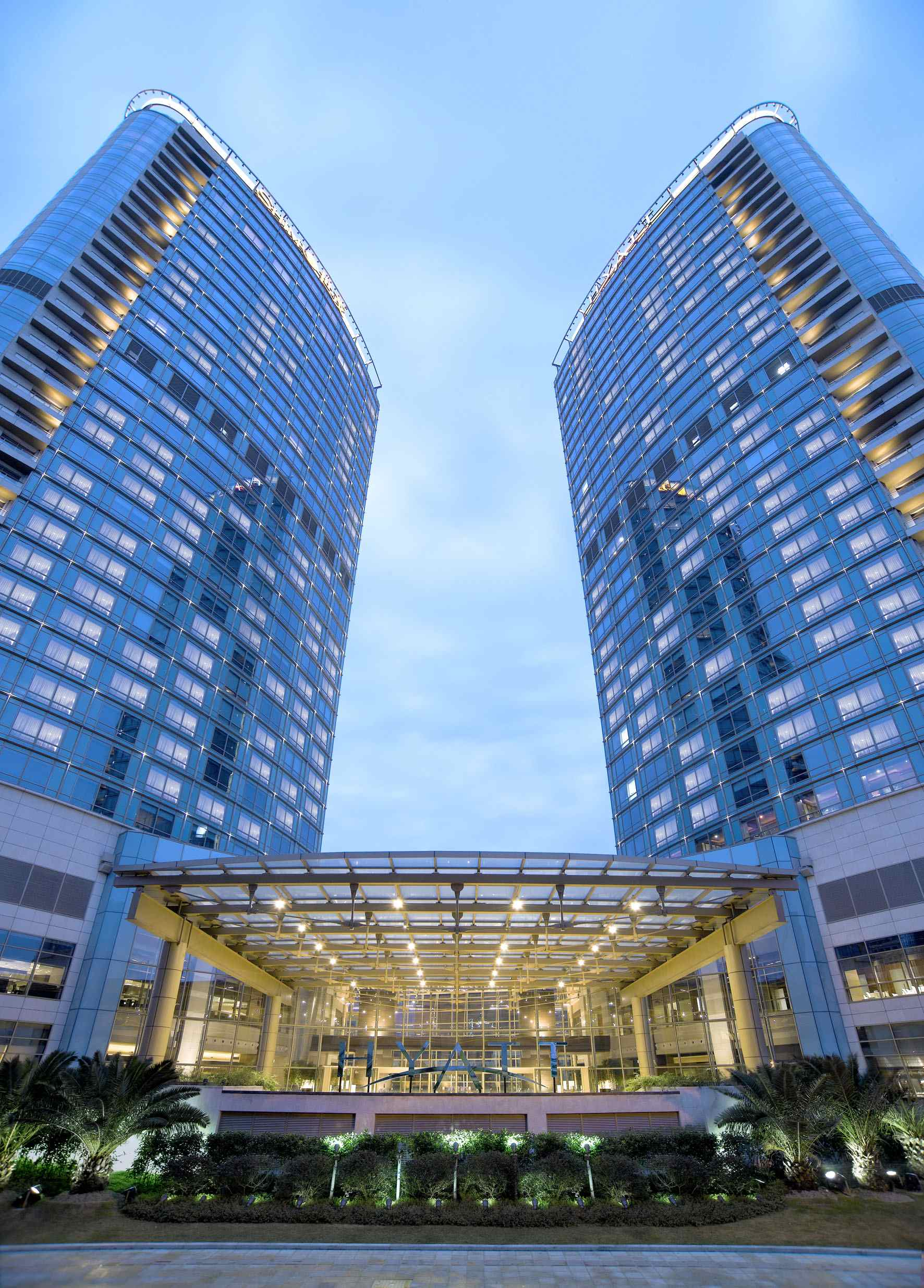
酒店大楼

上海外滩茂悦大酒店是位於中華人民共和國上海市虹口区北外灘黃浦路的一家酒店。該酒店地處黃浦江以及外白渡桥旁邊。该酒店共计32层，地下3层。酒店为120米高双子塔结构，分为东、西两楼。酒店共有631间房间，包括48间套房。80%的客房可以看到黃浦江。上海外滩茂悦大酒店由世茂集团投资建造，是凯悦酒店集团旗下君悦（GrandH yatt）品牌。

## 歷史
酒店于2007年11月开业。該酒店毛利潤率曾經達40%以上。受到2019冠狀病毒病疫情的影響，收入下滑。2020年的收入不如2019年的一半。2020年、2021年酒店出現虧損。2022年1月28日，世茂集团通過45亿元人民幣將該酒店出售予上海地产。